# Локомотив (Йихві)
«Локомотив» (Йихві) (ест. MTÜ Jõhvi jalgpalliklubi FC Lokomotiv) — професіональний естонський футбольний клуб з міста Йихві.

## Досягнення
- Друга ліга чемпіонату Естонії з футболу
  -  Чемпіон (1): 2012

- Перша ліга чемпіонату Естонії з футболу
  -  Срібний призер (1): 2013

## Відомі гравці
- Олександр Волчков